# جنرال الکتریک جی‌ئی۴
جنرال الکتریک جی‌ئی۴ (به انگلیسی: General Electric GE4) یک موتور هواگرد ساختِ کارخانهٔ جی‌ئی اوییشن در کشور ایالات متحده آمریکا است که در سال ۱۹۶۷ ساخته شد.